# 9905 Tiziano

9905 Tiziano

9905 Tiziano eller 4611 P-L är en asteroid i huvudbältet som upptäcktes den 24 september 1960 av den nederländsk-amerikanske astronomen Tom Gehrels och det nederländska astronomparet Ingrid van Houten-Groeneveld och Cornelis Johannes van Houten vid Palomarobservatoriet. Den är uppkallad efter den italienske målaren Tizian.
Asteroiden har en diameter på ungefär 5 kilometer.